# 阿尔乔姆

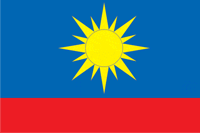
阿尔乔姆市旗

阿尔乔姆（羅馬化：Artyom）是俄罗斯滨海边疆区城市，位于克涅维昌卡河河谷，海參威以北38公里。人口為102600（2010年）。始建于1924年，1938年获得城市地位，其命名是为纪念费奥多尔·谢尔盖耶夫，他当时的另一个名字“阿尔乔姆同志”更被人所知。
曾经为矿业城市；随着在2000年最后一批矿井的关闭，阿尔乔姆实际上成为符拉迪沃斯托克市的居民生活区；现仍保留的企业为阿尔乔姆国家区域热电站与阿尔乔姆机场。目前阿尔乔姆为独立的自治城市，但最近越来越多的人主张废除阿尔乔姆市，而并入海参崴作为其市的第六个区。

## 历史
阿尔乔姆成立于1924年，当时只是在沼泽地上建立起来的一个褐煤产地的工人新村。1938年10月26日成为城市（此日期同时被认为是城市诞生日）。城市名称为纪念俄罗斯革命家阿尔乔姆（费奥多尔·安德烈耶维奇）（1883--1921）。

## 地理
城市位于穆拉维耶夫-阿穆尔半岛北部，符拉迪沃斯托克东北部53千米。拥有阿穆尔湾与乌苏里湾的出海口。城市面积--506.4平方千米。

## 行政结构
由克涅维奇等五个村镇组成，2004年阿尔乔姆等3个市镇居民区加入此城市范围，在当时的市政改革中这三个市镇居民区被撤销并直接并入城市。市长為弗拉基米尔·米哈伊洛维奇·诺维科夫（2011年2月11日上任）。

## 气候
尽管拥有阿穆尔湾与乌苏里湾的出海口，且近邻海参崴，但这里的气候更具有大陆性特征。平均来说阿尔乔姆每年的第一次霜冻时间都会比近邻的海参崴早一个月。

## 经济
最近一段时间，在阿尔乔姆市的乌龟角开始兴建娱乐区，这为当地的旅游带来了强大的发展动力。2009年阿尔乔姆地区自行生产的商品与独立生产加工创造的总额为16.4亿卢布。阿尔乔姆发展了粮食超市网络，贸易中心已经投入运营，而目前还在建一个大型休闲购物中心。同时市内还有海参崴地区最大的销售日用产品与电子设备的各种商店。

## 教育
- 符拉迪沃斯托克国立经济与服务大学（分院）
- 远东国立大学（分院）
- 远东国立技术大学（分院）
- 涅维尔斯克国立海事大学下属中等军事学校

## 交通
A188“海参崴--纳霍德卡”公路干线穿过该市。 常年的大型货运交通流量造成了市中心主干道的堵塞。现在开始兴建环线道路，这就改进了城市交通网与过境运输，从而极大地改善了城市的交通状况。
通过铁路阿尔乔姆站可直达海参崴、海參崴機場、纳霍德卡和游击队城。同时，城际公路线也通过该市，而借助公路线阿尔乔姆实际上可以通达滨海边疆区的任意地方。
公共汽车为阿尔乔姆市市内唯一的公共交通形式。在80年代计划把海参崴的无轨电车线路延长至阿尔乔姆机场，但现在此类计划已无人再提起。

## 姐妹城市
- 中国七台河市[1]（2004年9月14日）